# Jarrod Shoemaker
Pour les articles homonymes, voir Shoemaker.
Jarrod Shoemaker, né le 17 juillet 1982 à Sudbury aux États-Unis, est un triathlète professionnel américain, deux fois champion des États-Unis (2010 et 2012).

## Biographie

### Vie privée
Jarrod Shoemaker est marié à la triathlète américaine d'origine canadienne Alicia Kaye.

## Palmarès
Le tableau présente les résultats les plus significatifs (podium) obtenus sur le circuit national et international de triathlon et de duathlon depuis 2007,.
| Année | Compétition                              | Pays       | Position           | Temps           |
| ----- | ---------------------------------------- | ---------- | ------------------ | --------------- |
| 2014  | Coupe du monde - l'étape de Cozumel      | États-Unis | Médaille d'argent  | 0 h 51 min 59 s |
| 2014  | Coupe du monde - l'étape de Jiayuguan    | Chine      | Médaille d'argent  | 1 h 49 min 57 s |
| 2012  | Championnat des États-Unis               | États-Unis | Médaille d'or      | 1 h 52 min 44 s |
| 2011  | Championnat des États-Unis               | États-Unis | Médaille de bronze | 1 h 50 min 44 s |
| 2011  | Coupe panaméricaine - l'étape de Buffalo | États-Unis | Médaille d'or      | 1 h 47 min 52 s |
| 2010  | Championnats Panaméricains               | Mexique    | Médaille de bronze | 1 h 56 min 2 s  |
| 2010  | Championnat des États-Unis               | États-Unis | Médaille d'or      | 1 h 54 min 13 s |
| 2009  | Championnats du monde de duathlon        | États-Unis | Médaille d'or      | 1 h 49 min 1 s  |
| 2009  | WTS Hambourg                             | Allemagne  | Médaille d'or      | 1 h 44 min 6 s  |
| 2008  | Coupe du monde - l'étape de Huatulco     | Mexique    | Médaille d'argent  | 2 h 3 min 32 s  |
| 2007  | Championnat des États-Unis               | États-Unis | Médaille de bronze | 1 h 44 min 3 s  |